# 사쿠라이 토오루
사쿠라이 토오루(일본어: 櫻井トオル, 1987년 11월 10일 ~ )는 일본의 남자 성우이다.